# Претлак, Иоганн Франц фон
Барон Иоганн Франц фон Претлак (Бретлах; нем. Johann Franz von Pretlack (Bretlack); 16 сентября 1708, Дармштадт — 15 ноября 1767, Вена) — австрийский военачальник и дипломат.

## Биография
Евангелического вероисповедания. Сын известного наемника барона Иоганна Рудольфа Виктора фон Претлака, закончившего карьеру в чине императорского фельдмаршал-лейтенанта, и баронессы Марии Франциски Бок фон Блесхайм.
В 1721 году зачислен в Гиссенский университет. В 1726 году поступил прапорщиком на гессенскую службу. Капитан гвардейского драгунского полка (1731). Почетный рыцарь ордена Иоанна Иерусалимского (1733). В 1736 году стал подполковником и императорским генерал-адъютантом. Полковник австрийской службы (1736). Генерал-фельдвахтмейстер (16.06.1742).
В 1745 году назначен австрийским послом при русском дворе. 30 октября (10 ноября) 1745 отправился из Вены в Россию, 3 (14) декабря приехал в Ригу, 11 (22) декабря достиг Петербурга и 17 (28) декабря 1745 удостоился приватной аудиенции у императрицы Елизаветы Петровны. Через неделю он подал промеморию о возобновлении русско-австрийского союза на основе трактата 1726 года. Австрия, терпевшая неудачи в войне за наследство, нуждалась в восстановлении союза, разрушенного усилиями французской дипломати.
22 мая (2 июня) 1746 Претлак и австрийский резидент Н. С. фон Хоэнхольц подписали новый союзный договор с канцлером А. П. Бестужевым. Чтобы добиться от России помощи против Франции, австрийский посол 19 (30) 1746 подал еще одну промеморию, о приглашении Великобритании к русско-австрийскому договору. 3 (14) января 1747 русский двор дал принципиальное согласие выставить вспомогательный корпус численностью до 80 тыс. солдат в обмен на денежные субсидии. Претлака, произведенного 30 июня 1746 в фельдмаршал-лейтенанты, 23 марта 1748 назначили командующим конным австрийским корпусом сопровождения. 17 сентября на придворной конференции в Вене он был назначен обер-комиссаром российского вспомогательного корпуса, ответственным за его снабжение и размещение на зимних квартирах.
В период Шведского кризиса 1749—1750 годов, когда чрезмерные претензии России и франко-прусские происки едва не привели к новой войне, и Мария Терезия собиралась отозвать посла из Петербурга, фон Претлак консультировал правительство, а 20 января 1751 вновь прибыл в Россию с дипломатической миссией.
13 июля 1752 произведен в генералы кавалерии, 13 мая 1761 в генерал-фельдцейхмейстеры, и в том же году назначен губернатором Остенде. Был гессен-дармштадтским камер-юнкером и оберамтманом в Баттенберге.

## Награды
- Орден Святого Андрея Первозванного (24.04 (5.05) 1746)
- Орден Святого Александра Невского (9 (20). 07.1747)